# Ribeirão Caxangá
O ribeirão Caxangá é um curso de água brasileiro localizado no estado do Paraná.